# Oh Eun-sun
Oh Eun-sun (koreanska: 오은선), född 5 mars 1966 i Namwon, är en sydkoreansk bergsbestigare. Enligt hennes egen uttalande är hon den första kvinnan i världen som nådde alla 14 bergstoppar över 8 000 meter. Rekordet godkänns även av flera men inte av alla kolleger. Elizabeth Hawley som är den stora auktoriteten när det gäller alpin bergsklättring listar rekordet som "disputed" (omstridd). Rekordet godkänns inte heller av det sydkoreanska bergsklättringsförbundet.

## De sju topparna
De sju topparna (engelska: Seven Summits) är de högsta bergstopparna på alla sju kontinenter. Definitionen vilka toppar som ingår är inte helt enhetlig och därför uppkom två olika listor. Oh Eun-sun klättrade därför uppför nio toppar för att säkerställa kravet från båda listor.
1996 var hon på Mont Blanc (Europa, enligt lista 1), 2002 på Elbrus (Europa, enligt lista 2) och ett år senare på Denali som är Nordamerikas högsta bergstopp. 2004 nådde hon till och med fem toppar: Aconcagua i Sydamerika, Mount Everest i Asien, Kibo (Kilimanjaro) i Afrika, Mount Kosciuszko i Australien och Vinson Massif i Antarktis. När hon den 3 december 2006 stod på Puncak Jaya hade hon alla sju toppar nådd.

## Omstridd expedition till Kangchenjunga
Oh påstår att hon den 6 maj 2009 kom fram till Kangchenjungas högsta topp. Som bevis publicerade hon ett foto som bland annat visades på webbplatsen för The Korea Times. Hennes kolleger är oeniga om fotot är äkta och om det utgör ett belägg för Ohs vistelse på Kangchenjunga. På bilden syns en person i skyddsutrustning och skidglasögon som står i dimmig omgivning och som håller en flagga från Ohs sponsor Black Yak i handen. Ett annat foto visar samma person på samma ställe med den sydkoreanska flaggan. Två andra expeditioner som senare under året nådde Kangchenjunga hittade en tredje flagga från Ohs universitet 40 till 50 meter nedanför toppen (höjddifferens). Några bergsbestigare antar därför att Oh bara trodde att hon var på toppen eller att hon ljugit. De som kritiserar Oh framför att personen på fotot inte kan identifieras och att det nästan är omöjligt att bestämma var bilden är tagen.